# 신원 기반 암호
신원기반암호(身元基盤暗號, identity based encryption, ID기반암호)은 공개 키 암호 방식의 일종으로 사용자의 정보를 공개키로 사용한다. 이때 공개키로 사용할 수 있는 정보는 사용자의 이메일 주소나 전화번호등 그 사용자에게만 해당하는 유일한 정보여야 한다. 영어로는 id-based encryption이라고도 하며 줄여서 IBE라고 부르기도 한다.
공개 키 암호 방식의 장점은 이전에 서로 만나서 키를 나누어가지지 않은 사용자라도 안전하게 통신할 수 있다는 점이다. 다만, 이때 상대방이 공개 키가 정말로 그 사용자의 공개 열쇠인지 확인할 수 있는 방법이 반드시 필요하다. 흔히 이것은 디지털 서명와 같은 public key infrastructure를 통해서 확인하지만, 이 과정이 번거롭고 비용도 많이 든다. 신원기반암호는 상대방의 신원을 공개키로 사용하므로 이런 과정이 불필요하다.
신원기반 암호는 아디 샤미르가 1984년에 처음으로 제안했다. 댄 보네/매튜 프랭클린이 pairing 연산에 기반하여 제안한 통신 프로토콜이 유명하다.
- 인증서 기반 암호
- 무인증서 암호